# Route 91 (Islande)
Pour les articles homonymes, voir Route 91.
La Route 91 (Þjóðvegur 91) ou Hafnarvegur í Bakkafirði est une route islandaise qui relie la Route 85 à Bakkafjörður dans la région de Norðurland eystra.

## Trajet
- Route 85
- Bakkafjörður